# 重紐
重紐是《切韻》、《廣韻》的特殊現象，指兩組字藉反切系聯法，聲母和韻母理論相同，應归为同音字，卻分別列進《切韻》或《廣韻》不同小韻。

## 現象
《廣韻》或《切韻》以反切表示字音。反切用字隨意，同聲母的不同小韻有不同的反切上字；同韻母的不同小韻有不同的反切下字。反切系聯法可把代表同一音的反切字歸在一起，從而找出用不同反切字卻同聲母或韻母的字。
重紐的「紐」就是聲母。重紐字以《廣韻》或《切韻》以脣、牙、喉音爲聲母，同時以「支、脂、祭、真、仙、宵、侵、鹽」八韻爲韻母。藉反切系聯法理論應同音的字卻列進兩小韻。小韻不同意味這些字在《廣韻》或《切韻》系統的實際讀音應當不同。已爲人所知的差異有韻母的「開合」，如「岡」和「光」同樣是見母唐韻但不同小韻，因爲「岡」是「唐開」韻母，「光」是「唐合」韻母。「唐合」是「唐開」前多閉口介音（學界通常擬作/u/或/w/）。但重紐差異不一定是這種開合差異。
還有極少部份重紐字出現，是因爲後人替《廣韻》補字時不謹愼，沒有把增補的字歸進其發音的原來小韻，只是信手列於該韻最後，導致同一韻有兩組一樣發音的小韻。但藉小韻的編排位置（在一韻的最後）和所含字數（增補字數不會多，甚至只有一字），就可以找出這些增補字。這些字在《廣韻》的前身《切韻》並沒有收錄。學者硏究重紐時都會排除它們。

### 與韻圖比對
學者用韻圖比對，對重紐字也有所發現。這些以反切系聯法串連在一起、應該同音的小韻，分別置於同一聲韻的三等和四等位置。爲方便名狀，後人把在《廣韻》或《切韻》有重紐且在韻圖歸三等的字稱重紐三等或三等乙類（B類）；在《廣韻》有重紐現象且在韻圖歸四等的字則稱重紐四等或三等甲類（A類）。
如「岷」字是重紐三等，因爲根據《廣韻》或《切韻》反切音應該是三等且在《韻圖》也歸三等。「民」是重紐四等，因爲依據《廣韻》或《切韻》反切音應該是三等而《韻圖》歸四等。

## 解釋
重紐三四等的對立在現代各種漢語都沒有留下有規律的痕迹，成爲等韻學的艱深課題。反切系聯法創立者、《切韻考》作者陳澧認定重紐字應當有實際語音區別，否則不會分立兩句反切，但因時代及材料限制，他無法說出具體分別在哪裏以及原因爲何。
早期重紐並沒有得到音韻學家重視，章太炎、黃侃等都認爲它們沒分別，把重紐擬作同一類音，甚至高本漢、王力都不大在意。後來有周法高、董同龢等人着力硏究，重紐問題才受學界關注，然而認爲有分別的學者也說不清楚語音區別具體在哪，遂出現了元音區別說、介音區別說、聲母和介音區別說。
後來有學者根據域外漢音才有所發現，如唇音重紐四等聲母在漢越音是d、t等舌音，有學者就據此認爲重紐四等字在上古漢語有輔音性介音。
無論如何，重紐字的發音區別都細微，至少在《切韻》的反切已無法表現其分別。《切韻》將這些字歸進不同小韻，有學者認爲只是《切韻》成書前（魏晉時期）的發音遺留，在《切韻》寫成時此區別已消失；也有學者認爲這些字在當時仍有細微發音差異。
以下是一些漢字方音區別重紐的例子：
| 等       | 字例 | 官話北語 | 粵語   | 漢越音 | 朝鮮漢字音 |
| -------- | ---- | -------- | ------ | ------ | ---------- |
| 重紐三等 |      | bèi      | pei˨   | bị     | pi         |
| 重紐四等 |      | bì       | pei˨   | tị     | pi         |
| 重紐三等 |      | mín      | mɐn˩   | mân    | min        |
| 重紐四等 |      | mín      | mɐn˩   | dân    | min        |
| 重紐三等 |      | qiān     | hiːn˥  | khiền  | ken        |
| 重紐四等 |      | qiǎn     | hiːn˧˥ | khiển  | kyen       |
| 重紐三等 |      | yǎn      | jiːm˧˥ | yểm    | em         |
| 重紐四等 |      | yǎn      | jiːm˧˥ | yểm    | yem        |

音韻學家據此構擬出重紐韻母的發音差異，一般視重紐四等有/j/音色的介音作墊音，而重紐三等沒有。
| 韻目  | 高本漢—李方桂擬音 | 高本漢—李方桂擬音 | 白一平擬音 | 白一平擬音 |
| 韻目  | 重紐三等          | 重紐四等          | 重紐三等   | 重紐四等   |
| ----- | ----------------- | ----------------- | ---------- | ---------- |
|       | -jĕ               | -jiĕ              | -je        | -jie       |
| -jwĕ  | -jwiĕ             | -jwe              | -jwie      |            |
|       | -i                | -ji               | -ij        | -jij       |
| -wi   | -jwi              | -wij              | -jwij      |            |
|       | -jäi              | -jiäi             | -jej       | -jiej      |
| -jwäi | -jwiäi            | -jwej             | -jwiej     |            |
|       | -jäu              | -jiäu             | -jew       | -jiew      |
|       | -jäm              | -jiäm             | -jem       | -jiem      |
|       | -jəm              | -jiəm             | -im        | -jim       |
|       | -jän              | -jiän             | -jen       | -jien      |
| -jwän | -jwiän            | -jwen             | -jwien     |            |
|       | -jĕn              | -jiĕn             | -in        | -jin       |
|       | -juĕn             | -juiĕn            | -win       | -jwin      |

上古日語分甲乙兩類元音，又稱AB二型。萬葉假名很少用重紐乙類字的音讀標示甲類元音；也不用重紐甲類字的音讀標示乙類元音。

## 來源
學界目前仍對重紐的出現有不少爭議，也有一些尚未能完全解釋的問題。一般認爲，重紐字的讀音分別無論在《切韻》成書時是否還殘存，在中古漢語反映的是其消失的過程。要探究它早期的面貌只得上溯上古漢語，不過學界對上古漢語的構擬目前還未很成熟，尚未有獲得公認的學界權威解釋。
有學者把三等知系、假二等真三等（莊系）和重紐三等歸為一類，認爲他們在上古漢語有介音-rj-；三等章系、假四等真三等（精系）和重紐四等為另一類，認爲他們在上古漢語有介音-j-。持此見的學者同時認為二等字在上古漢語有介音r，在中古漢語變成ɣ色彩介音。

## 參閱
- 廣韻
- 反切
- 中古漢語

## 外部連結
- 廣韻查詢系統 （页面存档备份，存于）
- 郭家寶：〈廣韻中的重紐與重紐歸類問題〉 （页面存档备份，存于）
- Msoeg：〈【汉语音韵学笔记】重纽小探〉